# Idioma enlhet
El enlhet (antiguamente "Lengua del norte") es un idioma hablado en el Departamento de Presidente Hayes del Paraguay por el pueblo del mismo nombre. Pertenece a la familia de las lenguas mascoyanas. Constituye una de las veinte lenguas nativas habladas en el Gran Chaco. Antiguamente se lo consideraba un dialecto del idioma "lengua" (o Vowak, Powok); pero el enlhet (lengua del norte) y enxet (lengua del sur) se separaron a medida que se constataron grandes diferencias entre sí.
En Filadelfia (Chaco paraguayo) existe una organización que impulsa la vigencia de la lengua enlhet.